# IBM産業スパイ事件
IBM産業スパイ事件（アイ・ビー・エムさんぎょうスパイじけん）とは、1982年（昭和57年）6月22日に日立製作所（以下、日立）や三菱電機（以下、三菱）の社員など計6人が、米IBMの機密情報に対する産業スパイ行為を行ったとして逮捕された事件である。
この事件は、各日本メーカーとIBM米本社との間の事件で、同日本法人である日本アイ・ビー・エム株式会社は無関係であり、同社関係者にも寝耳に水の事件であった。
IBMと日立は翌1983年に和解した。また1984年より、当初は当事者外であった富士通とIBMの交渉も進められ、1988年に和解した。

## 事件の経緯
1981年、IBMはアドレスを31ビットに拡張し（System/370-XA）、オペレーティングシステム (OS) の一部をファームウェア化して互換機を作りにくくしたメインフレームコンピュータの3081K を発表した。互換機メーカーであった日立は 3081K に関する技術文書をNAS（ナショナル セミコンダクターの汎用コンピュータ部門で、日立からOEM供給を受けていた）から入手した。一方、かねてからコンサルティングで日立との取引があったペイリン・アソシエーツ社から 3081K に関する報告書の売り込みがあった。日立はその目次を見て、NASから入手済みの資料に酷似しており、両方の文書が何らかの共通の資料に基づくものと判断。ペイリン社に対して、「その資料は既に持っている。しかし、それは一部と思われるので、他にもあるなら購入したい」と伝えた。ペイリン社の社長ペイリーは元IBM従業員であり、日立がIBM3081Kの資料を入手済みであることをIBMのボブ・エバンズ（当時、副社長）に通報。結果として、FBIによるおとり捜査が行われ、日立と三菱の社員が逮捕されることになった。
刑事事件自体は、1983年2月に司法取引により決着した。しかしIBMは日立に対して民事損害賠償訴訟を起こした。

## その後の影響
1983年10月6日、民事訴訟は和解に達した。和解内容には、1988年までIBMが日立のコンピュータ製品を事前に検査できること、訴訟費用を全額日立が負担することなどが含まれている。しかし、同年12月7日の朝日新聞で、ソフトウェアに関する秘密協定があったことが報じられている。これは、類似ソフトウェアやインターフェイスについて日立がIBMに対価を支払うことを取り決めたものとされている。また、富士通はIBMが著作権法違反で訴えようとしていることを察知して1982年末ごろから極秘交渉を開始し、日立と同様の協定を1983年7月に結んだとされている。
IBMは1984年に日立と富士通の立ち入り調査を行い、12月に富士通が協定違反しているとして違約金の支払いを求めた。こちらの紛争は長引き、1988年に和解している。
なお、3081K互換の製品とは、1985年に発表されているHITAC M680HとFACOM M780のことである。